# Occupy Nigeria
Occupy Nigeria (en español Ocupa Nigeria o Toma Nigeria) fue un movimiento de protesta sociopolítica que comenzó en Nigeria el lunes 2 de enero de 2012 en respuesta a la eliminación del subsidio al combustible por parte del gobierno federal del presidente Goodluck Jonathan el domingo 1 de enero de 2012. Las protestas se llevaron a cabo en todo el país, incluso en las ciudades de Kano, Surulere, Ojota (parte del área metropolitana de Lagos), Abuya, Minna y en la embajada de Nigeria en Reino Unido. Las protestas se han caracterizado por la desobediencia civil, la resistencia civil, acciones de huelga, manifestaciones y activismo en línea. El uso de servicios de redes sociales como Twitter y Facebook ha sido una característica destacada. Después de Occupy Nigeria, en 2015, el gobierno nigeriano bajo ha aumentado los precios del combustible de 87 a 210 naira sin ningún tipo de protesta. Los analistas dicen que Occupy Nigeria tenía un fuerte trasfondo político.
A lo largo de 2012, Occupy Nigeria siguió participando en reuniones, eventos y acciones organizados.

## Antecedentes
Nigeria es el mayor productor de petróleo de África, pero todavía importa gasolina refinada. El país produce alrededor de 2.4 millones de barriles de crudo diario que se exporta para ser refinado al exterior; sin embargo, debido a años de negligencia alimentada por la corrupción, las refinerías nacionales no funcionan. Como consecuencia, Nigeria importa el 70% de su gasolina (alrededor de 250.000 bpd de productos petrolíferos) al país para venderla a sus ciudadanos. El precio de la gasolina ha aumentado de 65 naira ($ 0,40; £ 0,26) por litro a al menos 141 naira en las estaciones de servicio y de 100 naira a al menos 200 naira en el mercado negro, donde muchos nigerianos compran su combustible.

La ubicación de Nigeria, en el continente africano.

Dado que la mayoría de los nigerianos viven con menos de 2 dólares al día, muchos nigerianos consideran que la gasolina barata es el único beneficio tangible que reciben del estado, de ahí la desaprobación generalizada. Además, la economía depende en gran medida del petróleo crudo (entre otras razones, debido a la ausencia de infraestructura y servicios esenciales como electricidad constantemente). Una consecuencia de esto es que otros elementos aparentemente no relacionados están vinculados al precio del combustible, como ha ocurrido en subidas de precios anteriores. Debido a la ausencia de electricidad estable, los generadores de gasolina son una alternativa energética común para pequeñas empresas y residencias.
La eliminación del subsidio entró en vigor el domingo 1 de enero de 2012, según anunció el Secretario Ejecutivo de la Agencia Reguladora de Precios de Productos del Petróleo (PPPRA), Reginald Stanley.

## Protestas

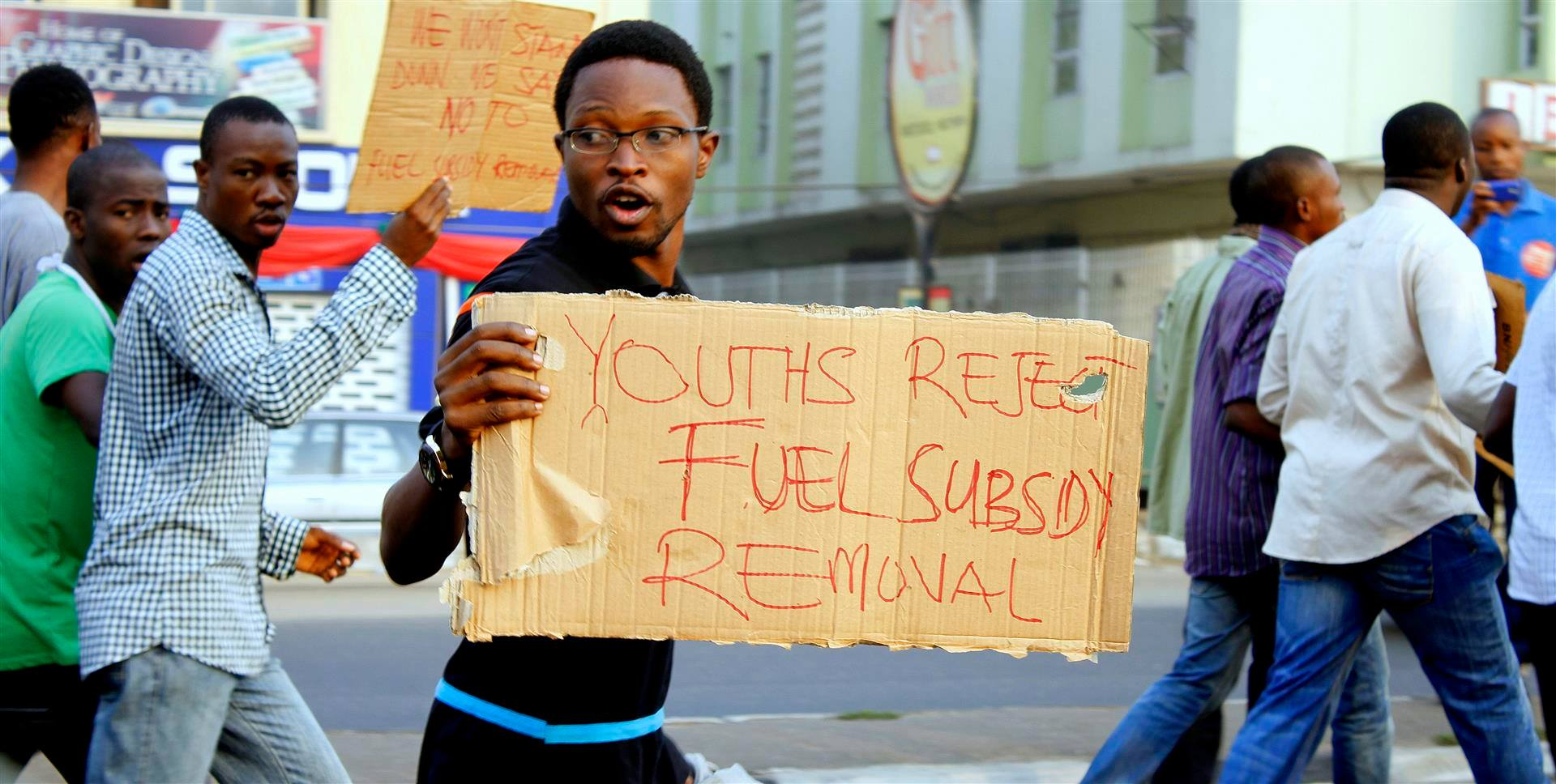
Estudiantes protestando

Los manifestantes cerraron las gasolineras y formaron barreras humanas a lo largo de las autopistas. Los principales sindicatos de Nigeria también han anunciado una huelga indefinida y manifestaciones masivas a partir del lunes 9 de enero de 2012, a menos que se revierta la eliminación del subsidio al combustible. "Tenemos el respaldo total de todos los trabajadores nigerianos en esta huelga y protesta masiva", dijo a la BBC Chris Uyot, del Congreso Laborista de Nigeria. El gobernador del Banco Central de Nigeria, Lamido Sanusi, dijo a la BBC que el subsidio (que, según dijo, le costó al gobierno alrededor de $ 8 mil millones el año pasado) era "insostenible". Varios gobiernos anteriores han intentado eliminar el subsidio, pero se han echado atrás ante las protestas públicas generalizadas y, en cambio, lo han reducido.

## Damnificados
Muyideen Mustapha, de 23 años, fue, según informes, la primera persona muerta durante las protestas a nivel nacional por el levantamiento de los subsidios a la gasolina. Según los informes, la policía nigeriana le disparó en Ilorin, estado de Kwara, el 3 de enero de 2012. La policía negó el informe diciendo que había sido apuñalado por otros manifestantes por no unirse a la protesta. Muyideen fue enterrado el miércoles 4 de enero de 2012, según los ritos islámicos.
Ha habido más informes de una a tres personas muertas en enfrentamientos entre la policía y los manifestantes el 9 de enero.
El 9 de enero, un oficial de policía de división adjunto al Comando del Estado de Lagos disparó y mató a un joven, Ademola Aderinde, en Ogba durante las protestas en Lagos. El oficial fue arrestado por orden del Comisionado de Policía y se esperaba que fuera acusado de asesinato tras una investigación.

## Protestas en Abuya y Londres
El Movimiento Occupy Nigeria planea realizar otra protesta en la Plaza del Águila, para el viernes 6 de enero de 2012, mientras que otra se realizará simultáneamente en la Embajada de Nigeria en Londres. Sin embargo, filtraciones de agencias de seguridad informan de una orden emitida por el Gobierno de Nigeria a la Policía Móvil, advirtiéndoles que la mejor manera de detener las protestas era matar al menos a uno de los manifestantes.

## Disturbios en Minna
En el tercer día de protestas, una multitud de jóvenes se desató y prendió fuego a edificios y automóviles en la capital del estado de Níger. Cientos de alborotadores incendiaron oficinas gubernamentales y de partidos políticos y también atacaron las casas de políticos locales. Un edificio de oficinas perteneciente al expresidente nigeriano Ibrahim Babangida fue uno de los atacados. Un policía murió en Minna cuando el edificio de una comisión electoral fue atacado.

## Protestas internacionales

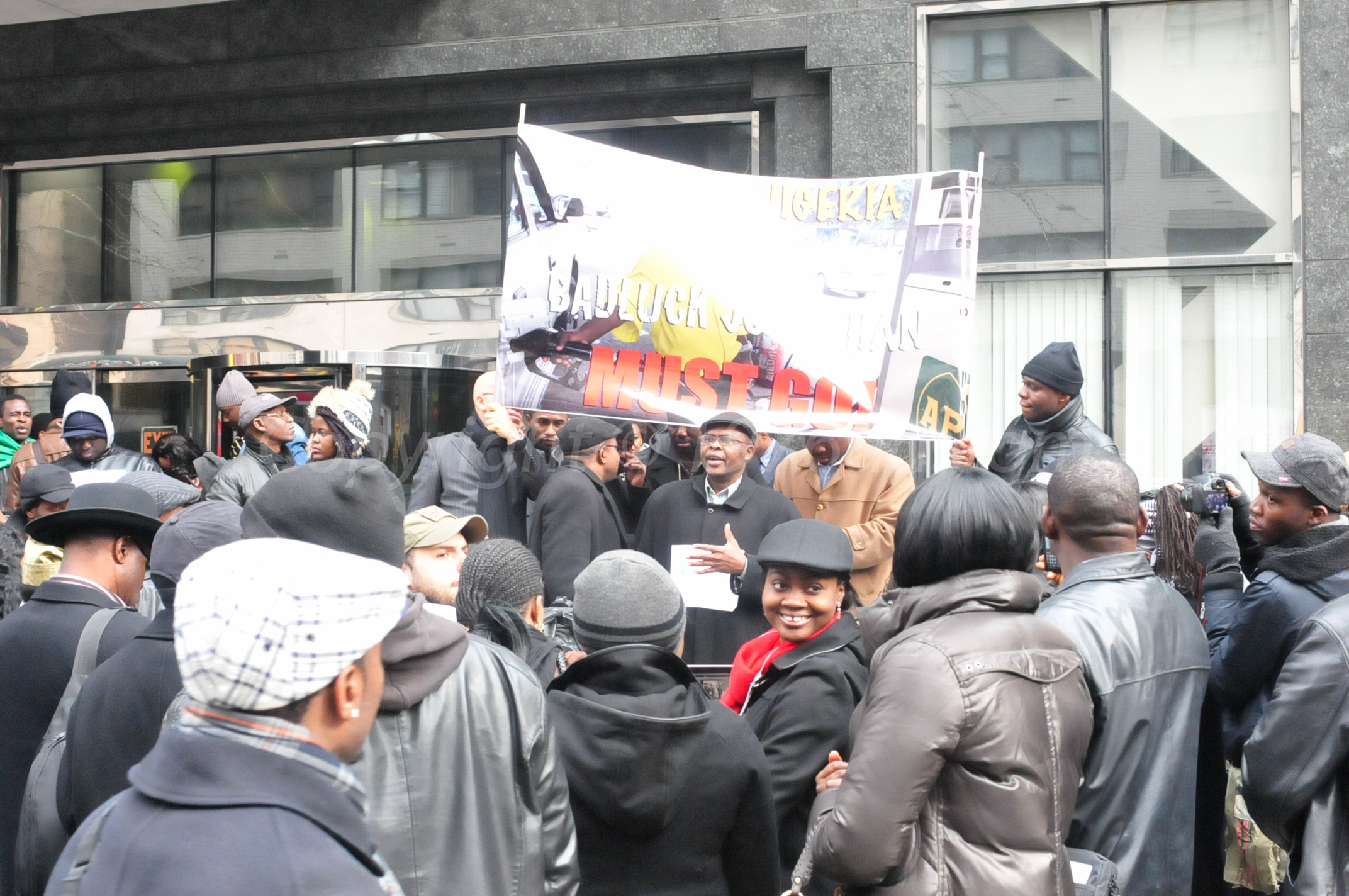
Manifestantes de Occupy Nigeria en la ciudad de Nueva York

Las protestas de Occupy Nigeria también se han producido en otros países para mostrar solidaridad con la difícil situación de los nigerianos. El primero se celebró en la embajada nigeriana en Reino Unido el 6 de enero de 2012, seguido de otro en el complejo del Banco Mundial en Washington D. C. el 9 de enero. 2012. En otros países como Bélgica (en Bruselas su capital) y Sudáfrica se unieron a las protestas y ocuparon la embajada de Nigeria en sus países en la segunda semana de enero de 2012.

## NLC/TUC
El jueves 5 de enero de 2012, el Congreso del Trabajo de Nigeria (NLC) emitió un ultimátum al Gobierno Federal prometiendo detener la economía del país antes del lunes 9 de enero de 2012.
"Cerramos el espacio aéreo nigeriano a vuelos locales e internacionales desde el domingo por la noche", dijo Denja Yakub de NLC.
"Si una revolución resolverá nuestros problemas, por qué no, lo que está sucediendo ya muestra que nuestro pueblo está preparado para una revolución. Pero no pediremos una revolución que vuelva a traer a los militares, son parte del problema", agregó.

## Reacción gubernamental
Después de la reunión de emergencia del Consejo Ejecutivo Federal, en Abuya, el ministro de Información, Sr. Labaran Maku, dijo a los periodistas que el gobierno no ignoraba los dolores infligidos por los nigerianos como resultado de la nueva política. Para aliviar esos dolores, dijo que el gobierno había comenzado un ''esquema de transporte masivo'' destinado a amortiguar los efectos de la eliminación de los subsidios en el transporte. Se distribuirían 1600 vehículos de transporte público propulsados por diésel, afirmó.
Curiosamente, faltaron en la reunión fundamental dos altos funcionarios controvertidos y pilares de la nueva política: el ministro de Finanzas, Ngozi Okonjo-Iweala, y el ministro de Recursos del Petróleo, Diezani Alison-Madueke. Se cita a Ngozi Okonjo-Iweala diciendo que renunciará si la presidencia retrocede en su decisión de eliminar el subsidio.

## Medios de comunicación
Channels Television y Galaxy Television, dos medios de comunicación locales en Lagos, cubrieron las protestas de Lagos el 3 de enero de 2012. También hubo un informe sobre la marcha en el Daily Times of Nigeria.
Además, se crearon páginas grupales de Facebook para estimular a los nigerianos a nivel mundial contra el régimen de eliminación de subsidios al combustible. Uno de ellos (llamado "Eliminación nacional de los subsidios contra el combustible: estrategias y protestas") se creó el 2 de enero de 2012 y tenía más de 20 000 miembros al 9 de enero de 2012. Los sitios web de los estudiantes en las universidades y los blogs informaron sobre las protestas de Occupy Nigeria y los representantes de los estudiantes estuvieron enviando imágenes en vivo de las protestas en curso.
Twitter también se utilizó como plataforma de conexión para los manifestantes.
El documental de 2012, Fueling Poverty, de Ishaya Bako, se basó en algunos de los eventos que ocurrieron durante la crisis de los subsidios a los combustibles. Fue prohibido por el gobierno federal de Nigeria por ser "muy provocativo y probable que incite o fomente el desorden público y socave la seguridad nacional". Luego ganó la categoría Mejor Documental en los Premios de la Academia de Cine de África 2013. y fue elogiado por muchos activistas y organizaciones de derechos humanos.

## Otras lecturas
- Bociurkiw, Michael (4 de enero de 2012). «'Occupy' Protests Become Major Challenge to Nigerian Government». Consultado el 4 de marzo de 2012.
- Sampson. Ovetta (16 de enero de 2012). «Occupy Nigeria victory: president to cut fuel prices». The Christian Science Monitor. Consultado el 20 de junio de 2012.
- Los sindicatos nigerianos amenazan con una huelga nacional por el repunte de los precios de la gasolina después de que cesó el subsidio al combustible . Washington Post. (publicado originalmente en  ) *«Nigerians protest at removal of fuel subsidy». 3 de enero de 2012. Consultado el 13 de abril de 2014.